# 게이오 이노카시라선
이노카시라 선(일본어: 井の頭線 이노카시라 센[*])은 게이오 전철의 철도 노선이다. 일본 도쿄도 시부야구에 있는 시부야역과 무사시노시에 있는 기치조지역을 잇는다.

## 개요
도쿄의 주요 번화가인 시부야와 기치조지(吉祥寺)를 연결하며, 도중에 게이오 선과 오다큐 오다와라 선로 갈아탈 수 있는 소규모 노선이다.
철길 건널목은 많으나 주요 도로와는 입체교차화되어 있으며, 특히 순환8호선과 교차하는 다카이도 역은 1972년에 고가화가 되었다. 역 사이의 거리가 매우 짧으며, 역과 역 사이 거리가 1 km도 되지 않는 곳도 흔하며, 1.5 km 이상 역 사이가 떨어진 구간이 없을 정도이다. 따라서 역 홈의 맨 끝에서 다음 역이 눈으로 보이는 곳이 많다.
보통 운전 외에 급행 운전도 실시하고 있으며, 상하행선 전부 에이후쿠초 역에서 보통열차와 연결이 된다. 종착역에 도착할 때 (각각의 중앙 개찰구에 가까운) 진행방향의 가장 앞의 차량은 언제나 사람이 많아 혼잡한 편이다. 터널은 시부야 역 옆의 신센 역의 전후에 하나씩 있고, 기치조지 쪽 터널에 역의 플랫폼이 이어져 있다.
비교적 연결되는 노선은 많은 편이나, 레일이 직접 연결되어 있는 것이 아닌, 독립된 노선이다.
일본 간토 지방의 사철 중에서 최초로 100% 냉방화율을 달성한 노선이기도 하다.
현재는 게이오 전철이 운영하고 있으나, 원래는 오다큐 전철 계열인 '제도전철'(帝都電鉄 데이토 덴테쓰[*])의 노선이었던 것 때문에, 1372 mm의 궤도폭인 게이오 선과 달리, 1067 mm의 궤도폭으로 되어 있다.

## 차량

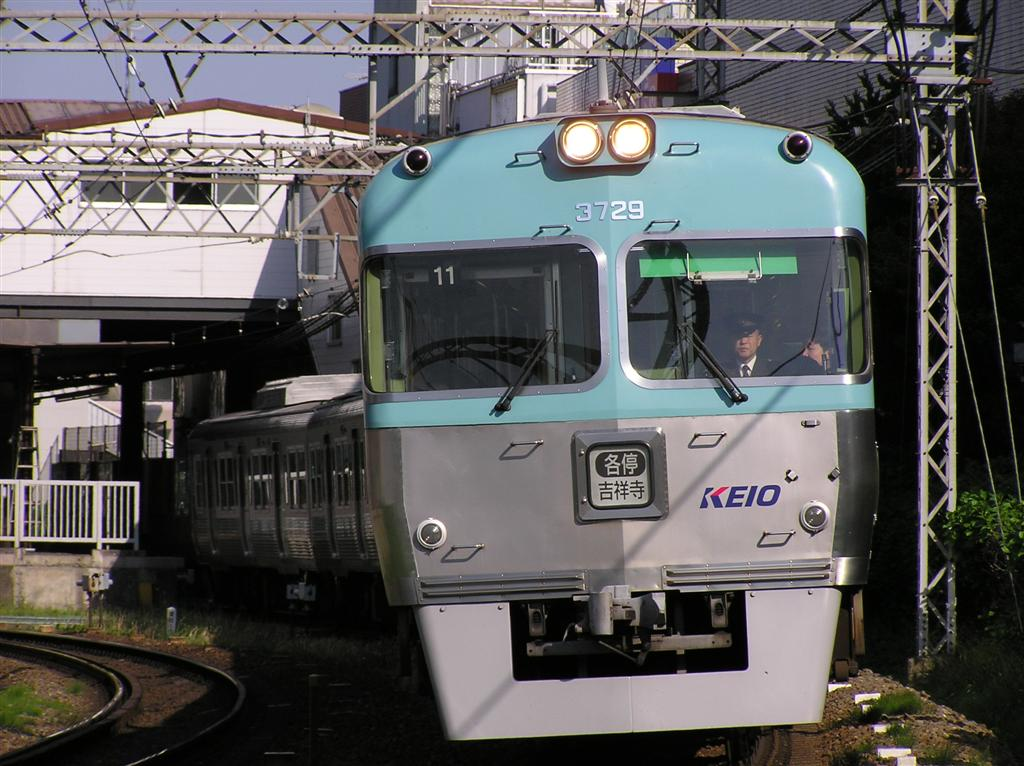
3000계
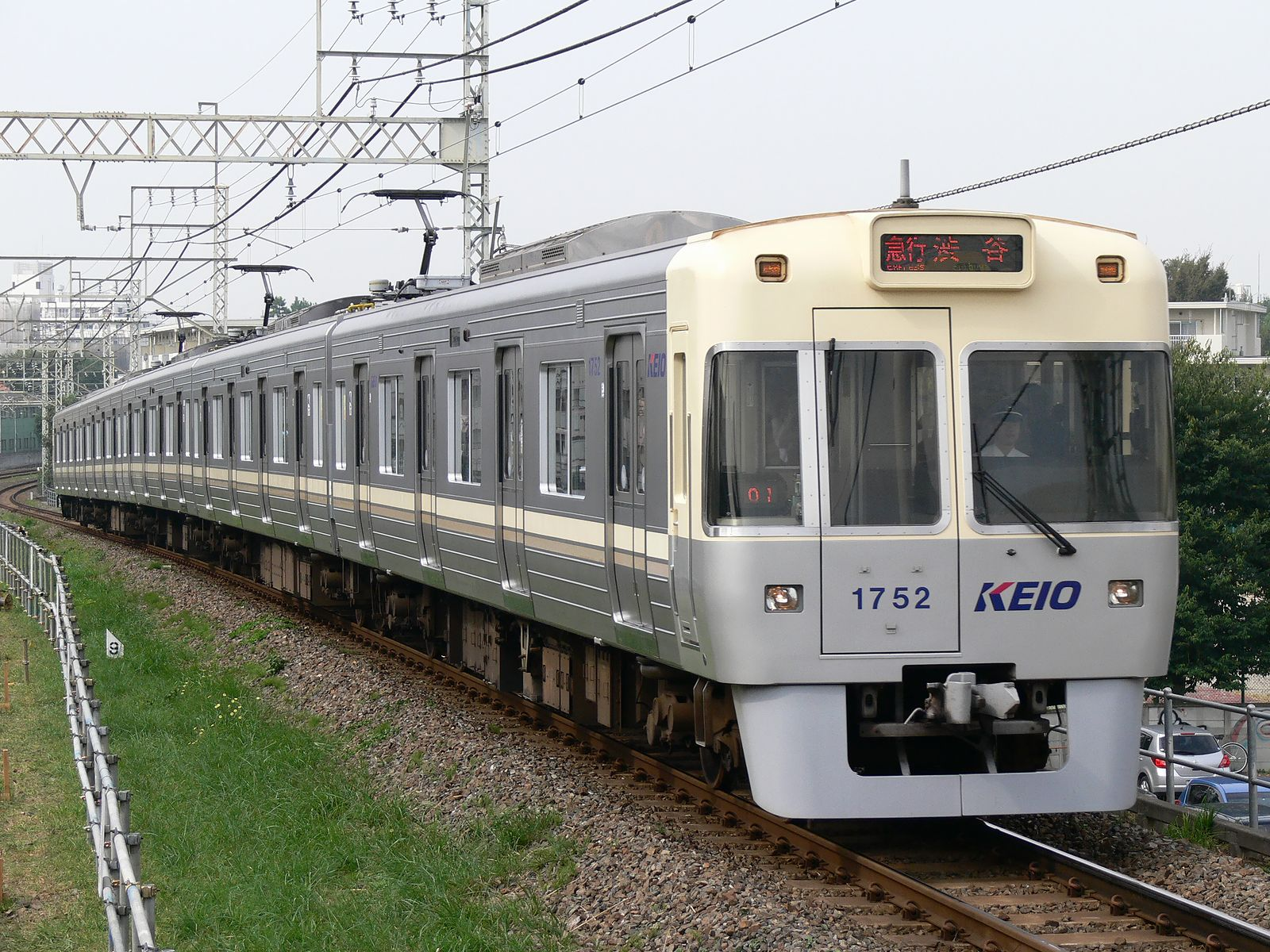
1000계
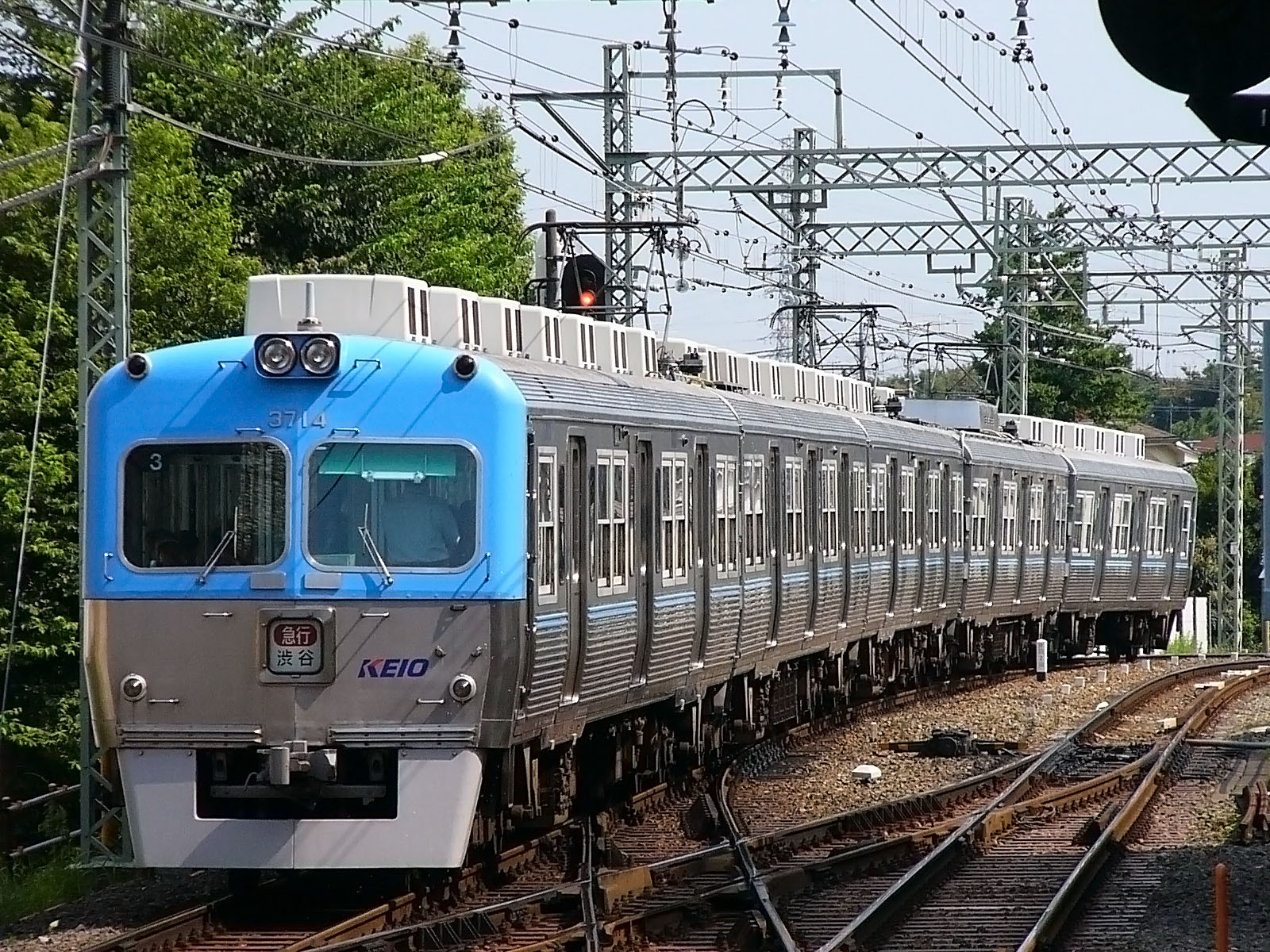
3000계

- 3000계
- 1000계
- 3000계

## 역 목록
| 역 번호 | 역명             | 일어 역명  | 급 행 | 접속 노선 | 역간 거리 | 누적 거리   | 소재지   | 소재지      |
| ------- | ---------------- | ---------- | ----- | --- | --------- | ----------- | -------- | ----------- |
| IN 01   | 시부야           | 渋谷       | ●     | 야마노테 선 (JY 20) 사이쿄 선 (JA 10) 쇼난 신주쿠 라인 (JS 19) 도쿄 급행 전철 도요코 선 (TY 01) 도쿄 급행 전철 덴엔토시 선 (DT 01) 도쿄 지하철 긴자 선 (G-01) 도쿄 지하철 한조몬 선 (Z-01) 도쿄 지하철 후쿠토신 선 (F-16) |           | 0.0         | 도 쿄 도 | 시부야 구   |
| IN 02   | 신센             | 神泉       | │     | | 0.5       | 0.5         | 도 쿄 도 | 시부야 구   |
| IN 03   | 고마바토다이마에 | 駒場東大前 | ◇     | 0.9 | 1.4       | 메구로 구   | 도 쿄 도 |             |
| IN 04   | 이케노우에       | 池ノ上     | │     | 1.0 | 2.4       | 세타가야 구 | 도 쿄 도 |             |
| IN 05   | 시모키타자와     | 下北沢     | ●     | 오다큐 전철 오다와라 선 (OH 07) | 0.6       | 세타가야 구 | 도 쿄 도 | 3.0         |
| IN 06   | 신다이타         | 新代田     | │     | | 0.5       | 세타가야 구 | 도 쿄 도 | 3.5         |
| IN 07   | 히가시마쓰바라   | 東松原     | │     | 0.5 | 4.0       | 세타가야 구 | 도 쿄 도 |             |
| IN 08   | 메이다이마에     | 明大前     | ●     | 게이오 전철 게이오 선 (KO 06) | 0.9       | 세타가야 구 | 도 쿄 도 | 4.9         |
| IN 09   | 에이후쿠초       | 永福町     | ●     | | 1.1       | 6.0         | 도 쿄 도 | 스기나미 구 |
| IN 10   | 니시에이후쿠     | 西永福     | │     | 0.7 | 6.7       |             | 도 쿄 도 | 스기나미 구 |
| IN 11   | 하마다야먀       | 浜田山     | │     | 0.8 | 7.5       |             | 도 쿄 도 | 스기나미 구 |
| IN 12   | 다카이도         | 高井戸     | │     | 1.2 | 8.7       |             | 도 쿄 도 | 스기나미 구 |
| IN 13   | 후지미가오카     | 富士見ヶ丘 | │     | 0.7 | 9.4       |             | 도 쿄 도 | 스기나미 구 |
| IN 14   | 구가야마         | 久我山     | ●     | 0.8 | 10.2      |             | 도 쿄 도 | 스기나미 구 |
| IN 15   | 미타카다이       | 三鷹台     | │     | 1.0 | 11.2      | 미타카 시   | 도 쿄 도 |             |
| IN 16   | 이노카시라코엔   | 井の頭公園 | ◇     | 0.9 | 12.1      | 미타카 시   | 도 쿄 도 |             |
| IN 17   | 기치조지         | 吉祥寺     | ●     | 주오 쾌속선 (JC 11) 주오·소부 완행선 (JB 02) | 0.6       | 12.7        | 도 쿄 도 | 무사시노 시 |

- 급행 : 급행 정차역
- ◇ : 이벤트 개최 시 발생하는 임시 정차
  - 고마바토다이마에 역은 일본의 국립대학의 센터 시험을 비롯한 여러 시험일에 급행이 정차함.
  - 이노카시라코엔 역은 하나미(花見) 기간의 토요일, 일요일에 급행이 정차함.